# Colomascirtus antioquia
Espèce
Synonymes
- Hyloscirtus antioquia Rivera-Correa and Faivovich, 2013

Colomascirtus antioquia est une espèce d'amphibiens de la famille des Hylidae.

## Répartition
Cette espèce est endémique du département d'Antioquia en Colombie. Elle se rencontre entre 2 500 et 3 200 m d'altitude.

## Étymologie
Son nom d'espèce lui a été donné en référence à son lieu de découverte, le département d'Antioquia.

## Publication originale
- Rivera-Correa & Faivovich, 2013 : A new species of Hyloscirtus (Anura: Hylidae) from Colombia, with rediagnosis of Hyloascirtus larinopygion (Duellman, 1973). Herpetologica, vol. 69, p. 298–313.